# 14 nanòmetres
| Tecnologia | Any  |
| ---------- | ---- |
| 10 um      | 1971 |
| 6 um       | 1974 |
| 3 um       | 1977 |
| 1,5 um     | 1982 |
| 1 um       | 1985 |
| 800 nm     | 1989 |
| 600 nm     | 1994 |
| 350 nm     | 1995 |
| 250 nm     | 1997 |
| 180 nm     | 1999 |
| 130 nm     | 2001 |
| 90 nm      | 2004 |
| 65 nm      | 2006 |
| 45 nm      | 2008 |
| 32 nm      | 2010 |
| 22 nm      | 2012 |
| 14 nm      | 2014 |
| 10 nm      | 2017 |
| 7 nm       | 2018 |
| 5 nm       | 2020 |
| 3 nm       | 2021 |
| 2 nm       | 2023 |
| 1 nm       | 2027 |

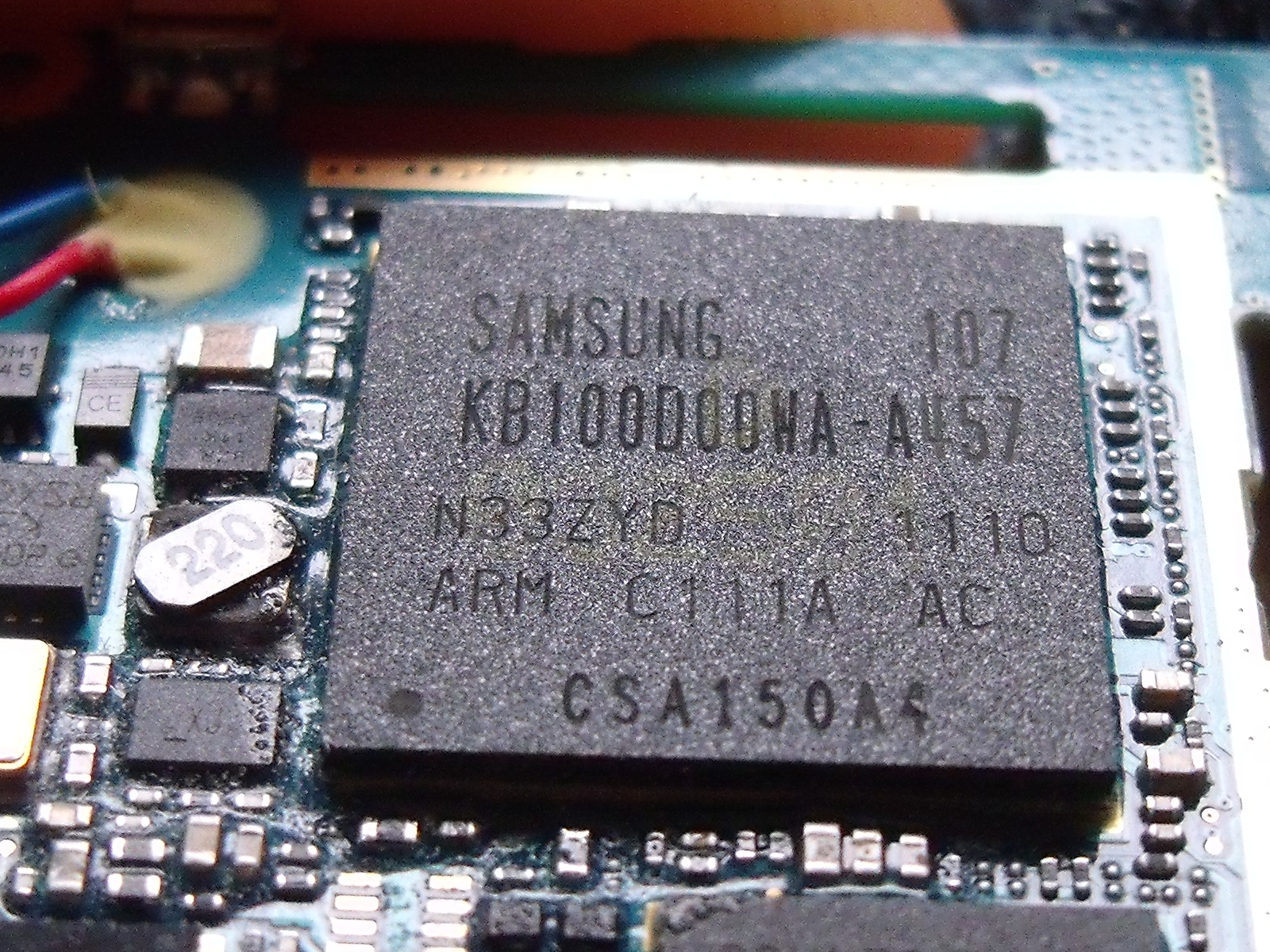
Fig.1 Exemple de tecnologia de 14 nm : Samsung Exynos

14 nanòmetres (14 nm) és una tecnologia de fabricació de semiconductors en què els components tenen una dimensió de 14 nm. És una millora de la tecnologia de 22 nm. La llei de Moore diu que la superfície és redueix a la meitat cada 2 anys, per tant el costat del quadrat de la nova tecnologia serà de {\displaystyle 14\simeq {\frac {22}{\sqrt {2}}}}. Sabent que els àtoms de silici tenen una distància entre ells de 0,543 nm, llavors el transistor té de l'ordre de 25 àtoms de llargada.
Els transistors d'aquesta litografia estan preparats per dispositius que necessiten processadors de baix consum i com que són més petits, permeten posar més components dins el processador, com més nuclis (processadors multi-core) o diferents nivells de memòries caché i de més capacitat.

## Història
- El 2014, Intel treu l'arquitectura Broadwell (5a generació de processadors Intel Core) i llença la família Core M.
- El 2015, Intel treu l'arquitectura Skylake (6a generació de processadors Intel Core).
- El 2015, Samsung treu la família Exynos.
- El 2016, Nvidia introdueix la sèrie GeForce 10.
- El 2016, Intel treu l'arquitectura Kaby Lake (7a generació de processadors Intel Core).
- El 2016, AMD allibera l'arquitectura Radeon RX 400.
- El 2017, AMD llença l'arquitectura Zen, amb els seus processadors Ryzen, i l'arquitectura Vega per processadors gràfics.
- El 2017, Intel treu l'arquitectura Coffe Lake (8a generació de processadors Intel Core).

## Tecnologia emprada
- Tecnologia de materials amb Dielèctric high-k
- Tecnologia de materials amb Dielèctric low-k
- Tecnologia de SOI (silici sobre aïllant)
- Tecnologia de litografia millorada : per feix d'electrons, d'immersió, multiple patterning
- Tecnologia de transistor FinFET

## Processadors

Fig.1 Transistor FinFET

| Fabricant | Data      | CPU                                                          | Notes |
| --------- | --------- | ------------------------------------------------------------ | ----- |
| Intel     | 2014      | Core M                                                       |       |
| Intel     | 2015      | 5a generació de Intel Core i3, i5, i7                        |       |
| Samsung   | 2015      | Exynos                                                       |       |
| Intel     | 2015-2016 | 6a generació de Intel Core i3, i5, i7                        |       |
| AMD       | 2016      | Radeon RX 400, Ryzen                                         |       |
| Intel     | 2017      | 7a generació de Intel Core i3, i5, i7                        |       |
| AMD       | 2017      | Processadors Ryzen, targetes gràfiques amb arquitectura Vega |       |
| Intel     | 2017      | 8a generació de Intel Core i3, i5, i7                        |       |

| Fabricant                  | Intel                     | Intel                     | Samsung                    | Samsung                    | GlobalFoundries | GlobalFoundries | UMC    | UMC     | IBM        | IBM     |
| -------------------------- | ------------------------- | ------------------------- | -------------------------- | -------------------------- | --------------- | --------------- | ------ | ------- | ---------- | ------- |
| Nom del procés             | P1272 (CPU) / P1273 (SoC) | P1272 (CPU) / P1273 (SoC) | 14LPE, 14LPP, 14LPC, 14LPU | 14LPE, 14LPP, 14LPC, 14LPU | 14LPP           | 14LPP           |        |         |            |         |
| Primera producció          | 2014                      | 2014                      | 2015                       | 2015                       | 2015            | 2015            | 2017   | 2017    | 2015       | 2015    |
| Transistor                 | FinFET                    | FinFET                    | FinFET                     | FinFET                     | FinFET          | FinFET          | FinFET | FinFET  | FinFET     | FinFET  |
| Tipus                      | Bulk                      | Bulk                      | Bulk                       | Bulk                       | Bulk            | Bulk            | Bulk   | Bulk    | SOI        | SOI     |
| Oblia                      | 300mm                     | 300mm                     | 300mm                      | 300mm                      | 300mm           | 300mm           | 300mm  | 300mm   | 300mm      | 300mm   |
|                            | Valor                     | 22 nm Δ                   | Valor                      | 20 nm Δ                    | Valor           | 20 nm Δ         | Valor  | 28 nm Δ | Valor      | 22 nm Δ |
| Pas de Fin                 | 42 nm                     | 0.70x                     | 48 nm                      | N/A                        | 48 nm           | N/A             | ? nm   | N/A     | 42 nm      | N/A     |
| Amplada de Fin             | 8 nm                      | 1.00x                     | 8 nm                       | N/A                        | 8 nm            | N/A             | ? nm   | N/A     | 10 nm      | N/A     |
| Alçada de Fin              | 42 nm                     | 1.24x                     | ~38 nm                     | N/A                        | ~38 nm          | N/A             | ? nm   | N/A     | 25 nm      | N/A     |
| Pas de contacte de porta   | 70 nm                     | 0.78x                     | 78 nm                      | 1.22x                      | 78 nm           | 1.22x           | ? nm   | ?x      | 80 nm      | 0.80x   |
| Pas de connexió            | 52 nm                     | 0.65x                     | 64 nm                      | 1.00x                      | 64 nm           | 1.00x           | ? nm   | ?x      | 64 nm      | 0.80x   |
| Cel·lula 1 bit de RAM (HD) | 0.0588 µm²                | 0.54x                     | 0.0806 µm²                 | ?x                         | 0.0806 µm²      | ?x              | ? µm²  | ?x      | 0.900 µm²  |         |
| Cel·lula 1 bit de RAM (LP) | 0.0588 µm²                | 0.54x                     | 0.064 µm²                  | ?x                         | 0.064 µm²       | ?x              | ? µm²  | ?x      | 0.081 µm²  | 0.81x   |
| Cel·lula 1 bit de DRAM     |                           |                           |                            |                            |                 |                 | ? µm²  | ?x      | 0.0174 µm² | 0.67x   |